# 李卓民
李卓民，是牧師及企業家。甘泉香港航空創辦人及主席。夫人是同是甘泉香港航空創辦人的李黃慧恂師母。
李卓民的祖先李文華是佐敦恆豐酒店的創辦人。李卓民曾經讀美國哈佛大學教育行政，之後轉讀神學，畢業之後任傳道人，到印度等地工作。

## 外部連結
- 製造飛行夢的李卓民 （页面存档备份，存于）
- Faith Community Church
- 香港電台：（專訪）甘泉航空創辦人 - 李卓民 （页面存档备份，存于）
- 2006年5月，文匯報：李卓民專訪 （页面存档备份，存于）